# Pseudomyrina elaja
Pseudomyrina elaja är en fjärilsart som beskrevs av Hans Fruhstorfer 1912. Pseudomyrina elaja ingår i släktet Pseudomyrina och familjen juvelvingar. Inga underarter finns listade.